# Neottia makinoana
Neottia makinoana är en orkidéart som först beskrevs av Jisaburo Ohwi, och fick sitt nu gällande namn av Dariusz Lucjan Szlachetko. Neottia makinoana ingår i släktet näströtter, och familjen orkidéer. Inga underarter finns listade i Catalogue of Life.